# Église de Suolahti
L’église de Suolahti (finnois : Suolahden kirkko) est une église  située dans le quartier de Suolahti à Äänekoski en Finlande,.

## Présentation
Les premières esquisses de l'église de Suolahti sont conçues par l'architecte Eino Siira, les plans définitifs par Georg Henriksson l'architecte de la ville de Tampere. 
La construction se termine en 1940 à cause de la guerre d'hiver.
Le retable, intitulé venez à moi, vous qui êtes fatigués et chargés, et je vous donnerai du repos est peint par Alf Danning en 1953.